# Station Amsterdam Lelylaan
Station Amsterdam Lelylaan is een spoorweg- en metrostation in het Amsterdamse stadsdeel Nieuw-West. Het station is genoemd naar de stadsautoweg Cornelis Lelylaan, en daarmee indirect naar Cornelis Lely.
De meest noordelijke en de meest zuidelijke van de oorspronkelijke ingangen zijn permanent afgesloten. De drie meest zuidelijke van de resterende ingangen komen in de hal uit. De beide andere ingangen bevinden zich aan weerszijden van de trambaan.

## Geschiedenis
Het station werd geopend op 1 juni 1986 met de ingebruikname van de westelijke tak van de Amsterdamse Ringspoorbaan als rechtstreekse verbinding tussen de luchthaven Schiphol en station Amsterdam Centraal. Tegelijk werden ook het station De Vlugtlaan en het hooggelegen perron van station Amsterdam Sloterdijk (spoor 11 en 12) in gebruik genomen.
Het station is een ontwerp van architect Rob Steenhuis. Het perron van station Lelylaan ligt op een 375 meter lang viaduct dat drie straten overspant, waarvan de Cornelis Lelylaan de middelste is. De uit de jaren 1920 daterende dijklichamen van de Ringspoorbaan tussen Comeniusstraat/Johan Jongkindstraat en Cornelis Lelylaan en tussen Cornelis Lelylaan en Pieter Calandlaan/Schipluidenlaan werden hiervoor afgegraven. Bij de bouw werd tevens een rechtstreekse overstapmogelijkheid met trappen gerealiseerd op tramlijn 1 naar Osdorp, die op de middenberm van de Cornelis Lelylaan rijdt en bij de opening van het station daar een halte kreeg. Aan de zuidzijde kwam het stationsplein met een eilandperron voor buslijnen van het GVB en Centraal Nederland. Aan deze zijde werd onder het perron en de sporen een kleine stationshal gerealiseerd met alleen een grenswisselkantoor, aangezien de overige voorzieningen zich op het perron bevonden. In 1988 kwam tramlijn 17 er bij die toen van het Surinameplein naar het Osdorpplein werd verlengd.
Het station is over een lengte van 150 meter voorzien van een kap bestaand uit een ruimtevakwerk. Deze is door middel van een stalen buisconstructie aan de vier betonnen lifttorens bevestigd. Van deze vier lifttorens is (door bezuinigingen in de jaren '80) alleen de zuidelijkste daadwerkelijk met een lift uitgerust. Door het vakwerk heen loopt een kunststoffen lichtstraat. De buisconstructie was oorspronkelijk rood van kleur (met blauwe accenten) en de lichtstraat transparant. Bij een grote onderhoudsbeurt in juni 2015 werden de staalconstructie en de voormalige stationsrestauratie donkergrijs geschilderd en werd de lichtstraat vernieuwd met witte, doorschijnende kunststof.
Aanvankelijk bevonden alle voorzieningen zich op het hooggelegen perron. Later werden de loketten naar de stationshal aan de zuidzijde verplaatst. Na enkele geweldsincidenten werden de perrontoegangen afgesloten met hoge hekken en werden drie van de vier ingangen afgesloten. Begin 2007 werden deze ingangen overdag weer geopend.

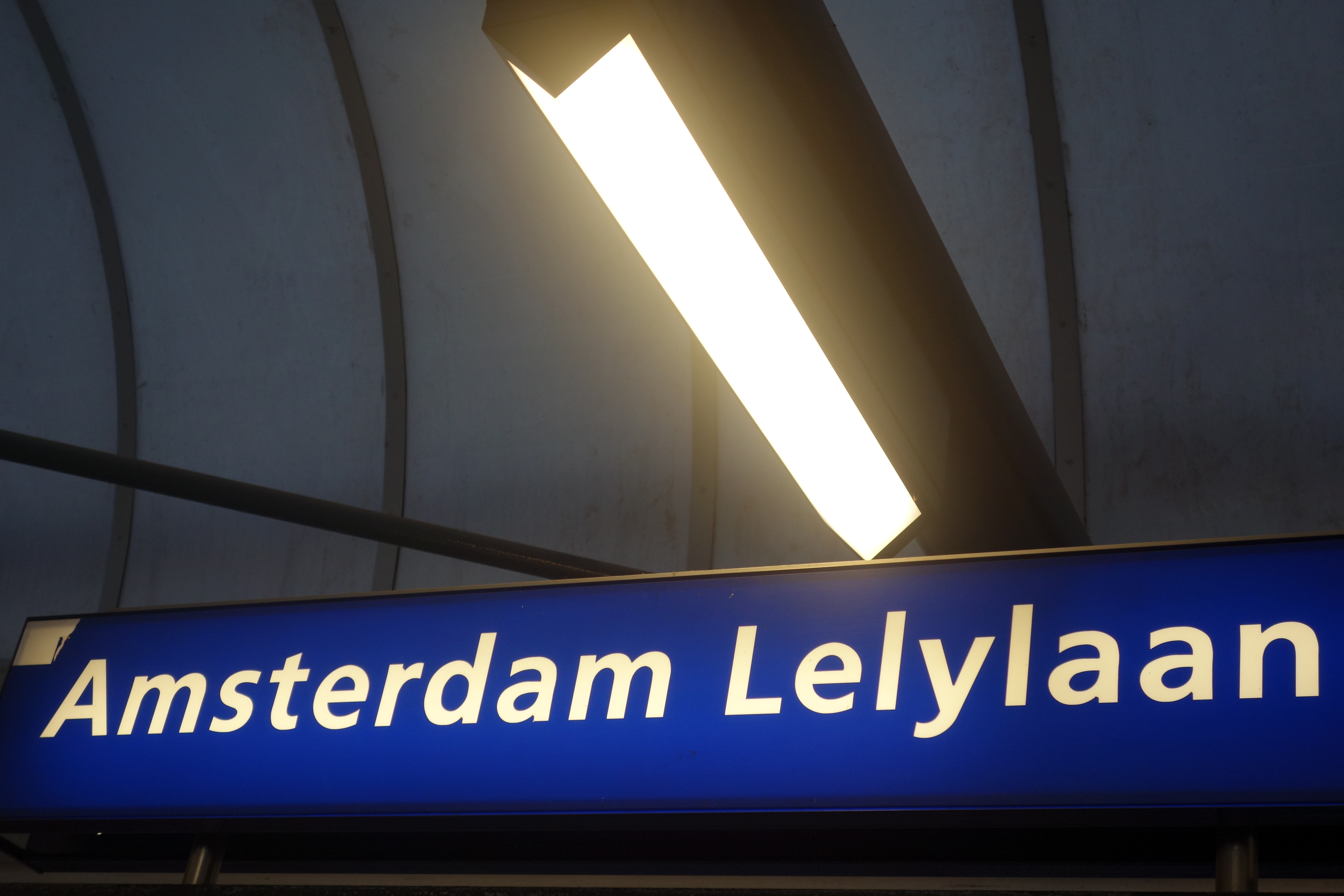
Amsterdam Lelylaan, 2017

Tussen Amsterdam Centraal en Schiphol reden in de eerste jaren alleen intercitytreinen. Er stopten intercitytreinen naar enerzijds Brussel en Vlissingen en anderzijds naar Enschede, Groningen, Leeuwarden en Berlijn. De intercitytreinen naar Groningen/Leeuwarden/Enschede/Duitsland reden tussen Amsterdam en Schiphol als stoptrein. Het ambitieniveau voor het station lag hoog (er was ook een stationsrestauratie) en er was ten tijde van de opening maar ruimte voor één intercitystop in de dienstregeling. Station Lelylaan kreeg toen de intercitystatus ten koste van Amsterdam Sloterdijk. In 1996 ging de nieuwe sneltrein tussen Amsterdam, Schiphol en Den Haag in Lelylaan stoppen en verviel de intercitystatus van het station.
Sinds 1996 is het een voorstadshalte met sprinters (voorheen stoptreinen) naar Schiphol/Hoofddorp/Leiden enerzijds en Amsterdam Centraal, Almere Centrum/Lelystad en Zaandam/Hoorn anderzijds.
Op 1 juni 1997 kreeg de Lelylaan ook een halte van de metrolijn 50 (Isolatorweg – Gein). Per 3 maart 2019 wordt dit station ook aangedaan door metrolijn 51, die vanaf die datum vanaf station Zuid naar Isolatorweg is verlegd. Ook het metroperron werd door Steenhuis ontworpen. De hal werd uitgebreid en werd een gecombineerde stations- en metrohal met roltrappen en liften richting beide perrons. Het tot dan toe naamloze stationsplein kreeg de naam Willem Frogerplein; in 2011 werd de naam Cornelis Lelyplein. In 2012 werd het busstation verplaatst naar de zuidoostkant en werd het eilandperron vervangen door visgraatperrons.

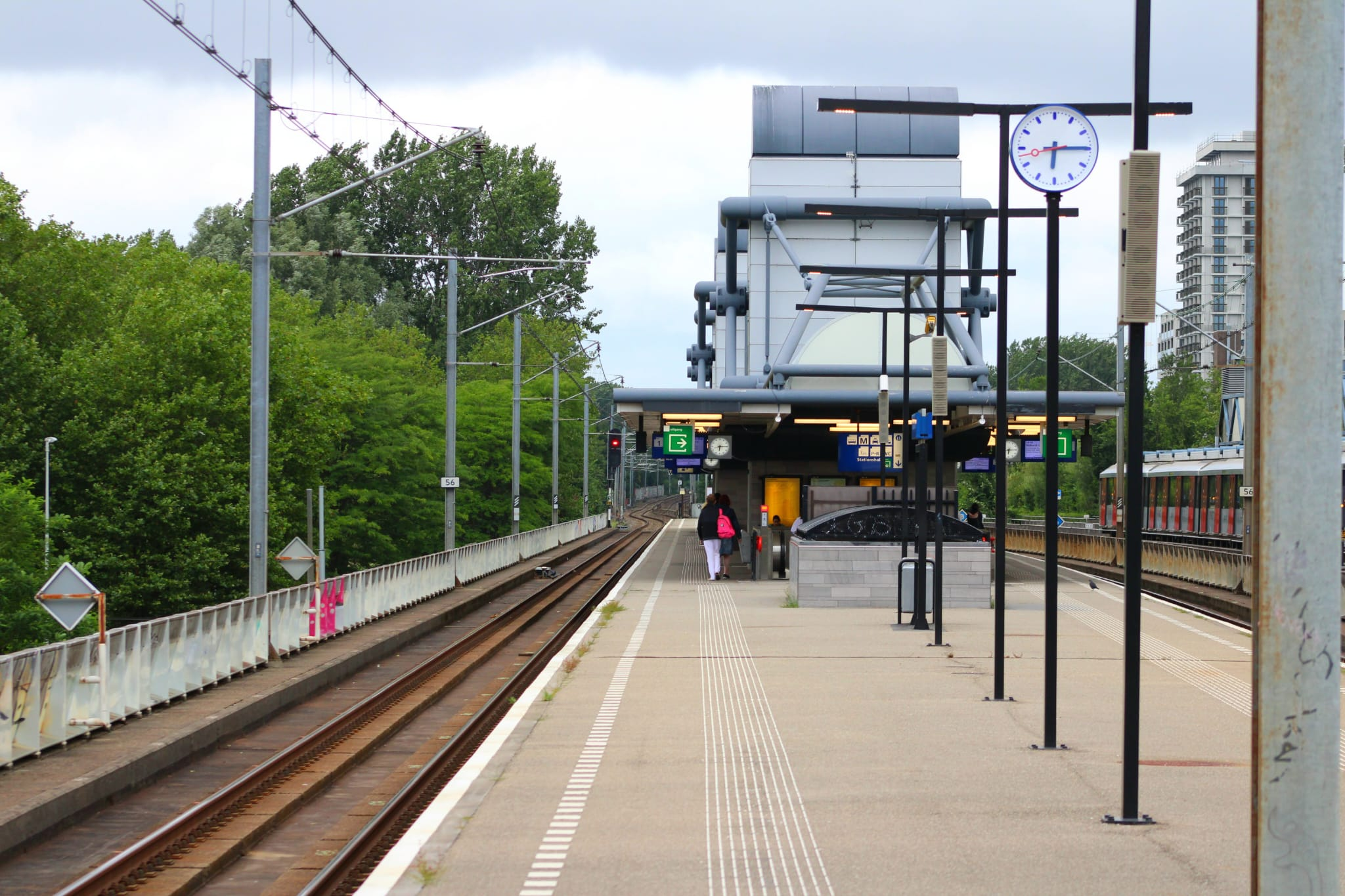
Station Amsterdam Lelylaan, met zicht op Spoor 1 en 2. 2024

In 2016 werd de niet meer gebruikte opbouw van het NS-perron gesloopt. Eerder waren hierin achtereenvolgens de stationsrestauratie en een personeelsverblijf gevestigd. De voormalige loketruimte had al eerder plaatsgemaakt voor een wachtruimte.
Eind maart 2022 werd bekend dat het station een opknapbeurt krijgt. De stationshal wordt vergroot en de gevel wordt volledig van glas. Daarnaast zullen de fietsenstallingen worden uitgebreid en overdekt. In de nieuwe plannen zijn geen roltrappen meer voorzien. De parkeerplaats aan de noordzijde zal verdwijnen. Verder zullen er keerlussen worden toegevoegd, waardoor trams uit beide richtingen hier voortaan zowel kunnen doorrijden als hun eindpunt hebben. In 2023 en 2024 volgden informatievergaderingen, in 2024 werden aannemers gezocht.

## Treinen
De volgende treinseries doen station Amsterdam Lelylaan aan:
| Serie | Treinsoort    | Route                                                                                                 | Bijzonderheden                                                    |
| ----- | ------------- | --- | ----------------------------------------------------------------- |
| 4100  | Sprinter (NS) | Hoofddorp – Schiphol Airport – Amsterdam Lelylaan – Zaandam – Purmerend – Hoorn – Hoorn Kersenboogerd |                                                                   |
| 8100  | Sprinter (NS) | Hoofddorp – Schiphol Airport – Amsterdam Lelylaan – Amsterdam Sloterdijk – Amsterdam Centraal         | Rijdt onder de formule Airport Sprinter.                          |
| 8200  | Sprinter (NS) | Hoofddorp – Schiphol Airport – Amsterdam Lelylaan – Amsterdam Sloterdijk – Amsterdam Centraal         | Rijdt onder de formule Airport Sprinter.                          |
| 8300  | Sprinter (NS) | Hoofddorp – Schiphol Airport – Amsterdam Lelylaan – Amsterdam Sloterdijk – Amsterdam Centraal         | Rijdt onder de formule Airport Sprinter. Rijdt niet na 21:00 uur. |
| 8400  | Sprinter (NS) | Hoofddorp – Schiphol Airport – Amsterdam Lelylaan – Amsterdam Sloterdijk – Amsterdam Centraal         | Rijdt onder de formule Airport Sprinter. Rijdt niet na 21:00 uur. |

## Overig openbaar vervoer
Onder station Lelylaan is een halte voor de tramlijnen 1 en 17. Deze halte wordt in de ochtendspits ook bediend door tramlijn 27. Aan de zuidzijde zijn er bushaltes met een keerlus voor bussen die hun eindbestemming hebben op station Lelylaan. De opdrachtgever van het vervoer rond station Lelylaan is de Vervoerregio Amsterdam. Het station valt dan ook onder het concessiegebied "Amsterdam". Sinds 12 december 2021 doen de volgende tram-, metro- en buslijnen station Lelylaan aan:
| Soort       | Lijn | Route                                    |
| ----------- | ---- | ---------------------------------------- |
| GVB         |      |                                          |
| Tram        | 1    | Muiderpoortstation - Osdorp De Aker      |
| Tram        | 17   | Centraal Station - Osdorp Dijkgraafplein |
| Tram        | 27   | Surinameplein - Osdorp Dijkgraafplein    |
| Metro       |      | Isolatorweg - Gein                       |
| Metro       |      | Isolatorweg - Centraal Station           |
| Stadsbus    | 62   | Station Lelylaan - Amstelstation         |
| Stadsbus    | 63   | Station Lelylaan - Osdorp De Aker        |
| Spitsbus    | 247  | Bos en Lommerplein → Schiphol Airport    |
| Connexxion  |      |                                          |
| Schipholnet | 195  | Station Lelylaan - Schiphol Noord        |

## Afbeeldingen

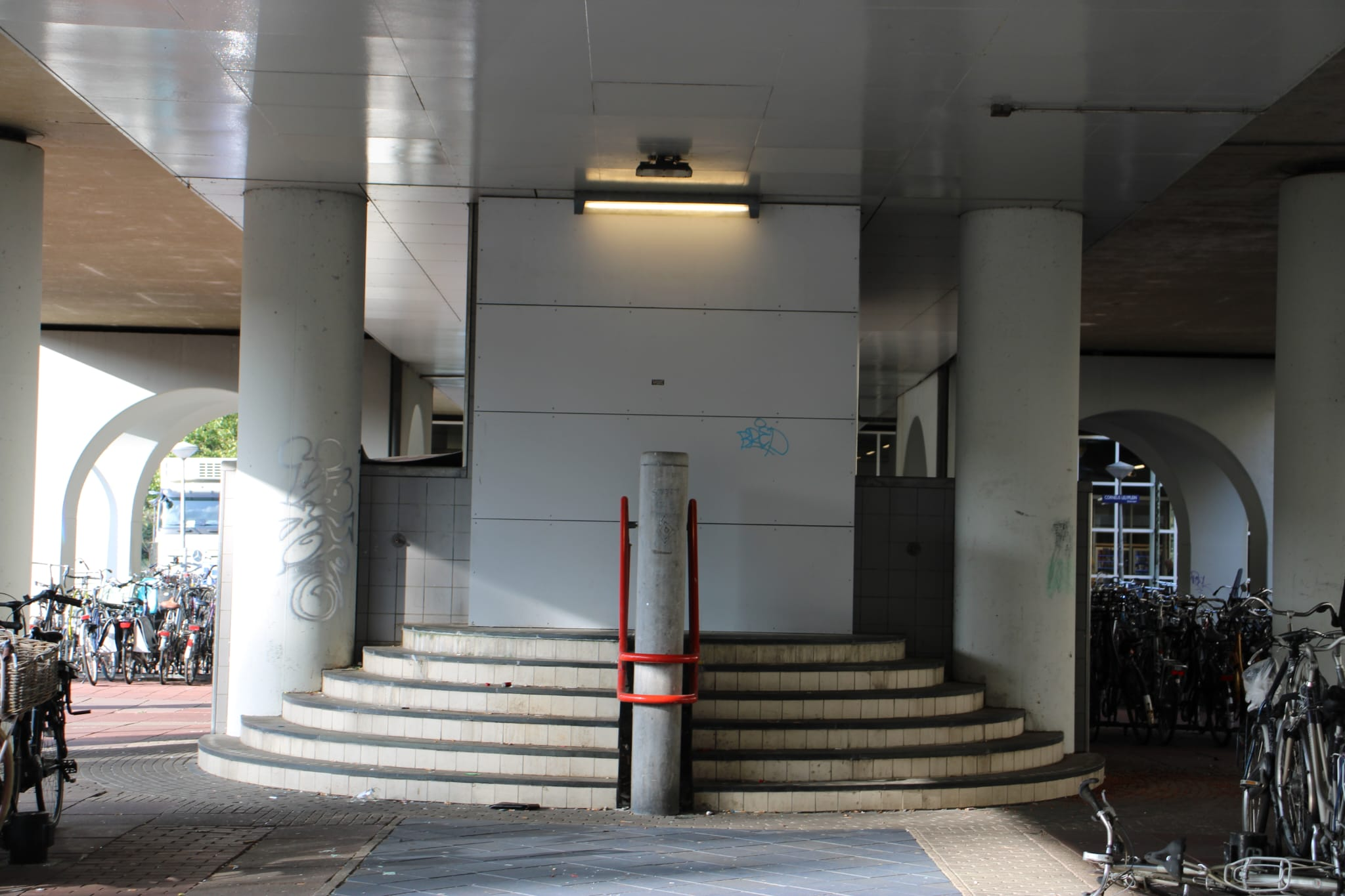
Trappenhuis/ingang aan de buszijde van het station, 2024

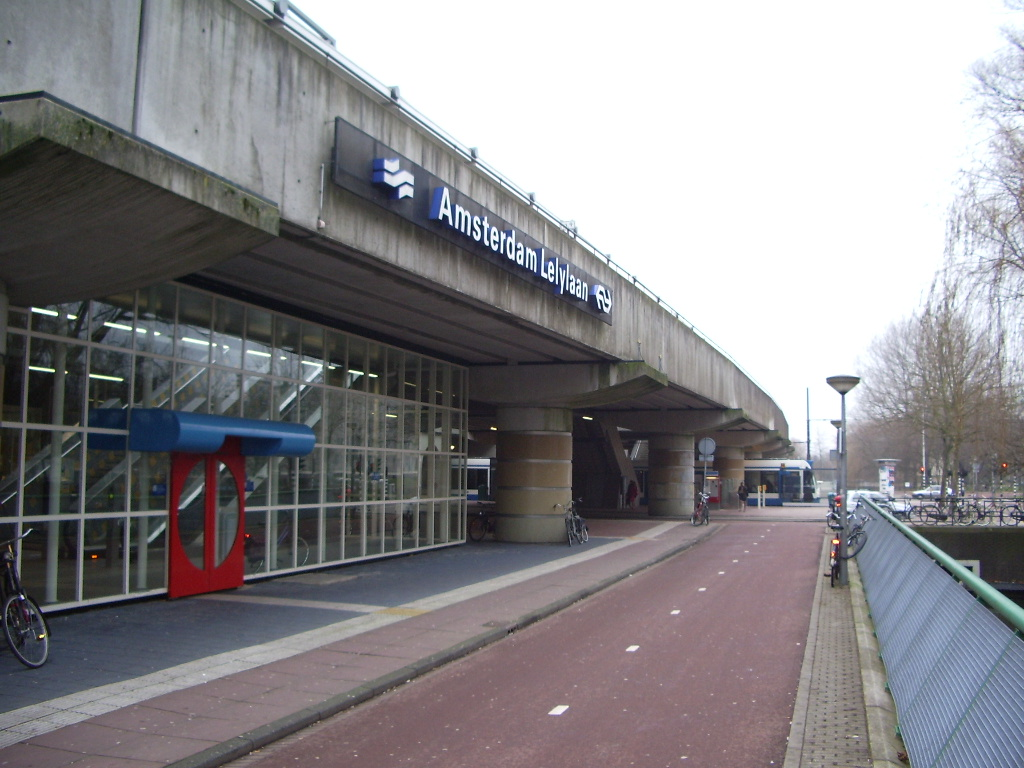
Station aan de oostzijde (metro)
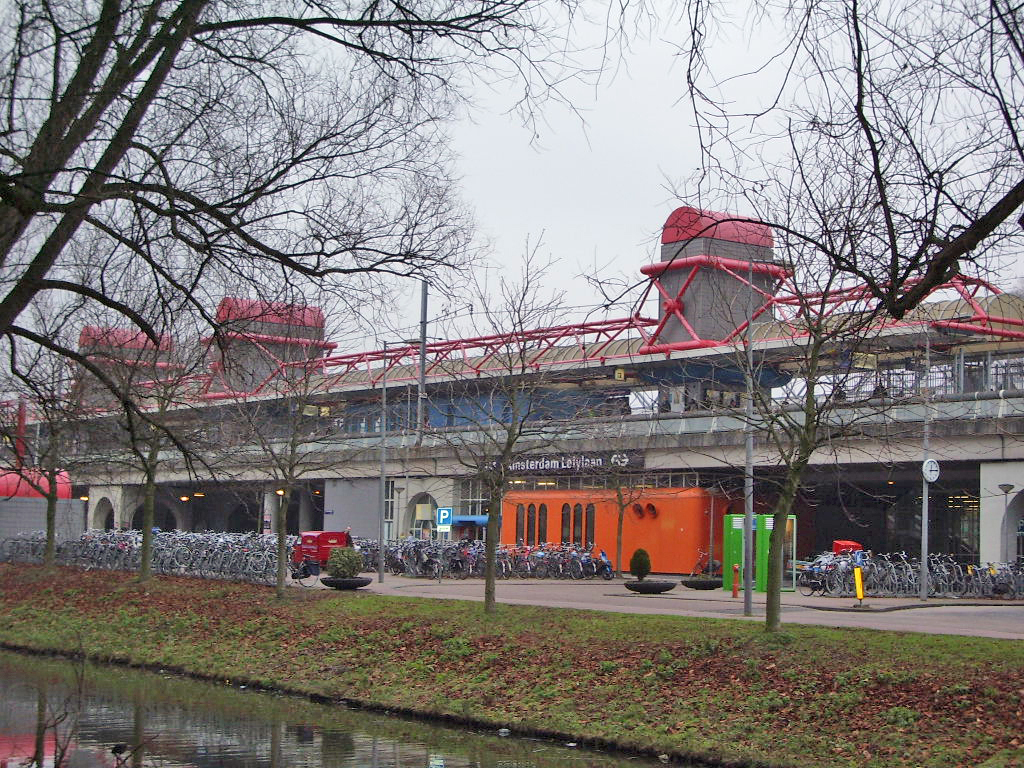
Station aan de westzijde (trein)
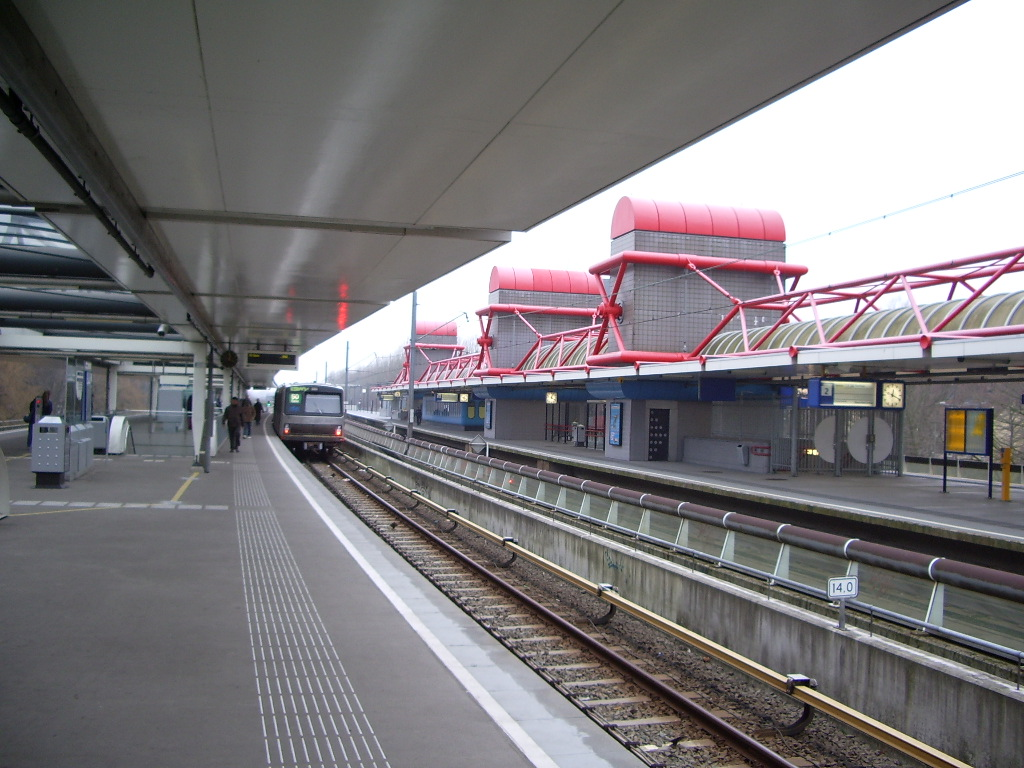
De perrons, links van de metro, rechts van de trein
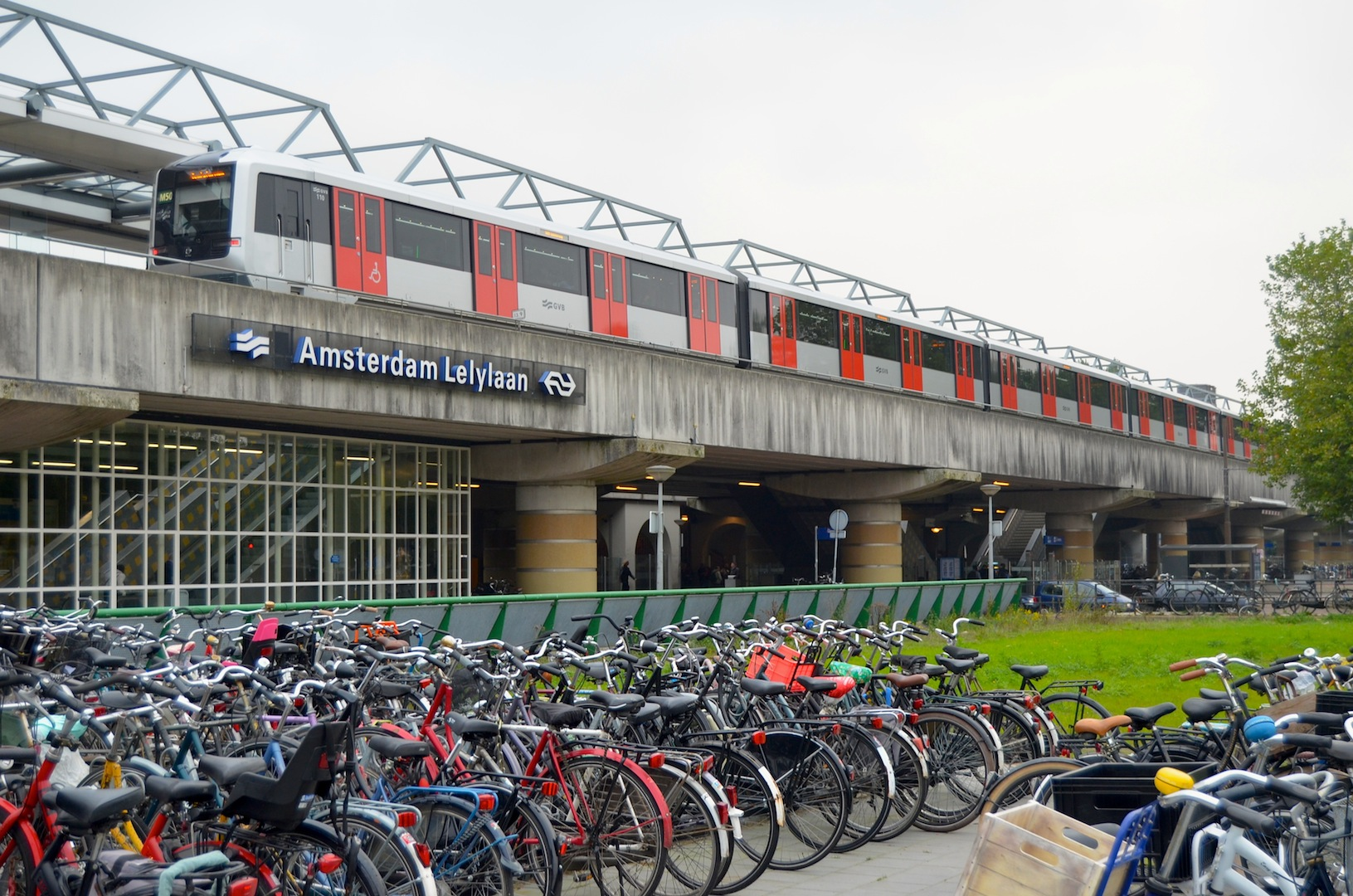
GVB-metrotreinstel type M5 op lijn 50; 18 oktober 2013
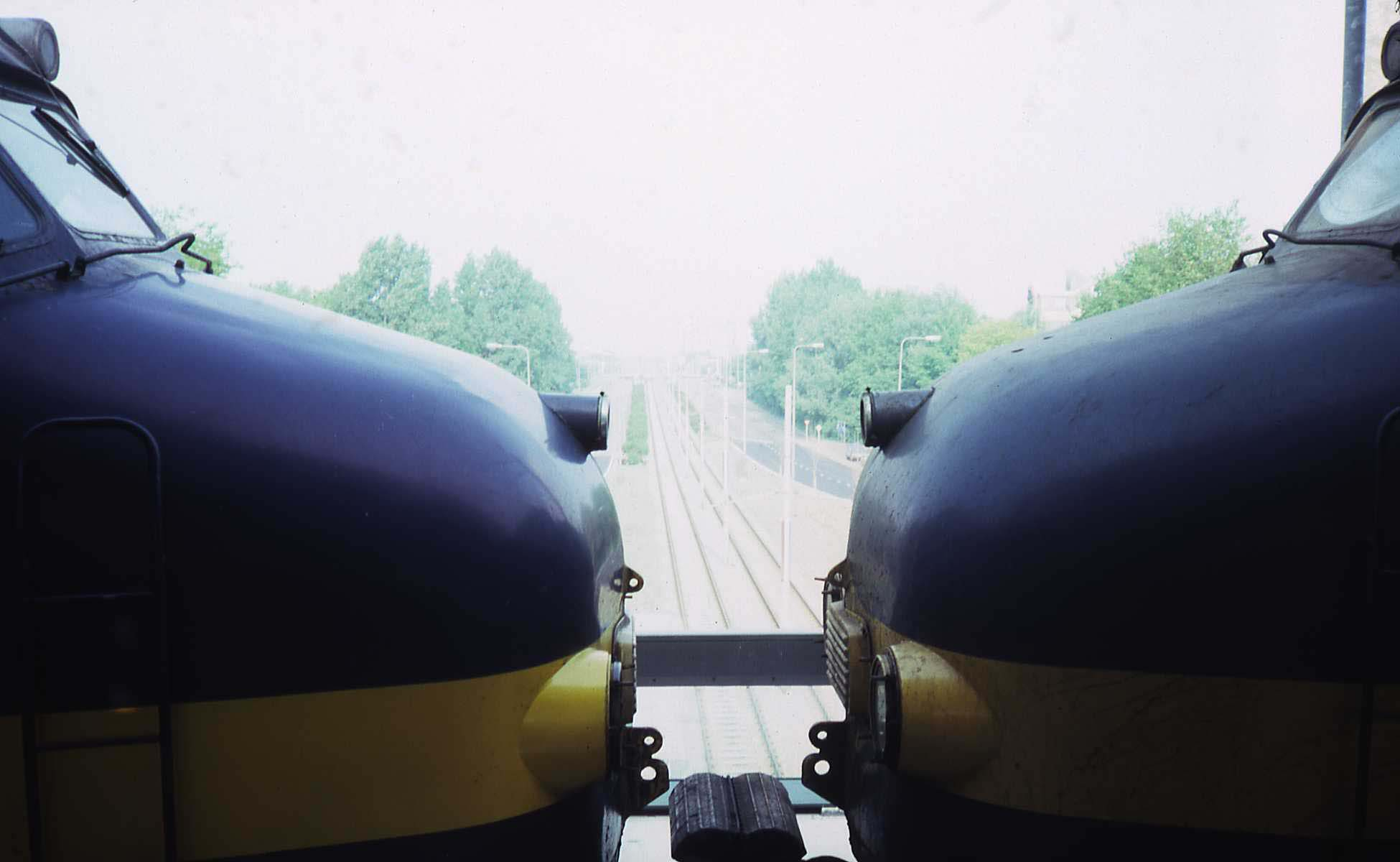
Beneluxtreinstellen in 1986
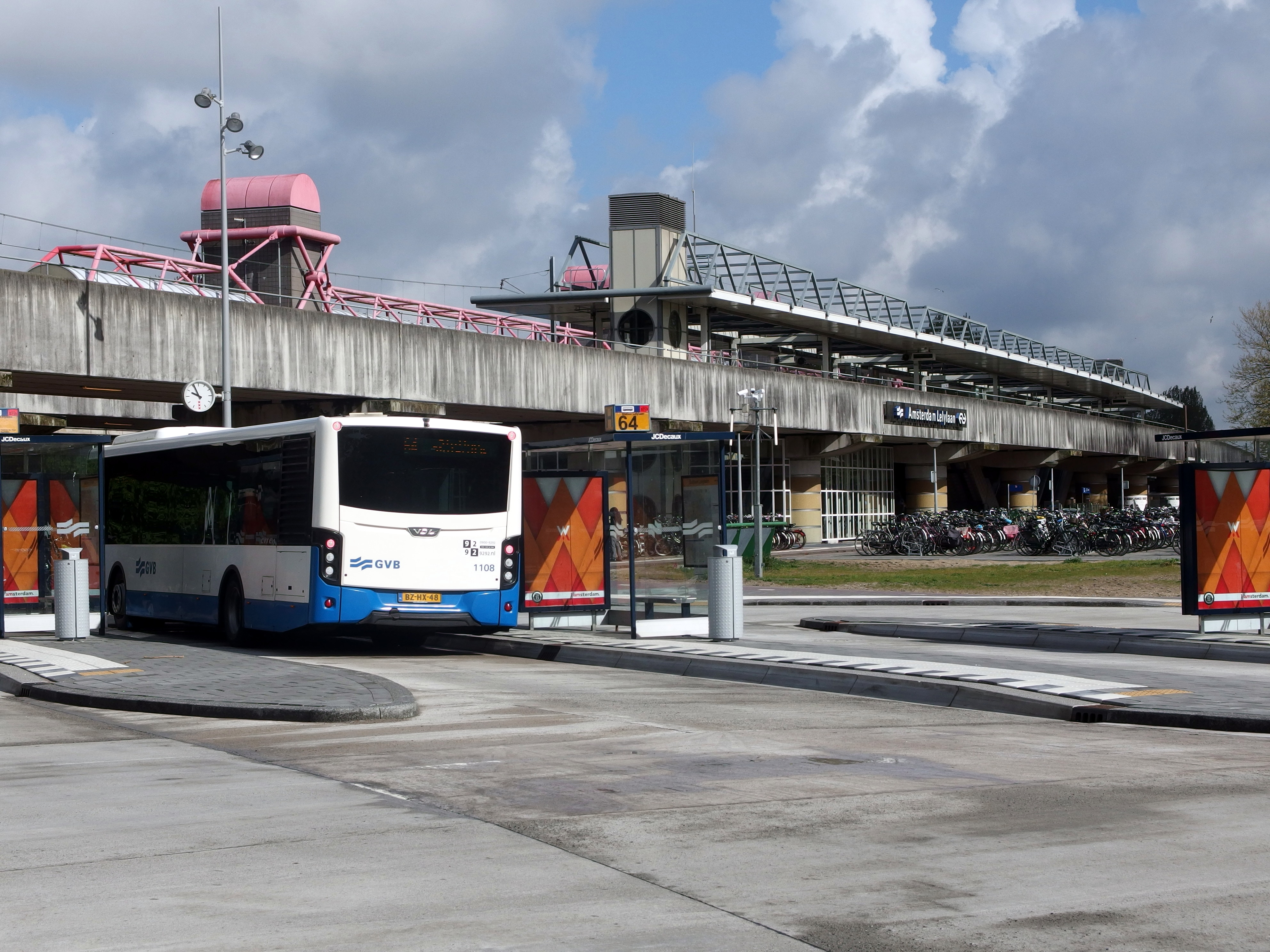
Busstation aan de zuidzijde in 2013

## Ontwikkeling aantal reizigers
Het aantal door NS vervoerde reizigers (per gemiddelde werkdag) ontwikkelde zich sedert 2019 als volgt:
| Jaar | Aantal reizigers |
| ---- | ---------------- |
| 2019 | 15.908           |
| 2020 | 7.333            |
| 2021 | 7.322            |
| 2022 | 11.268           |
| 2023 | 11.653           |
| 2024 | 11.290           |